# Alone alieno
Alone alieno è il terzo album della band romana dei Tiromancino pubblicato nel 1995. La copertina dell'album è stata realizzata da Cristiano Pintaldi, modificando (con effetto pixel e colore) un fermo immagine del film Il villaggio dei dannati, del 1960.

## Tracce
1. Amore amaro
2. Alone alieno
3. Conchiglia
4. Di quello che ho perso
5. Alone alieno 2
6. Funko
7. Danneggia l'erezione
8. Punko
9. Federazione Porno
10. Corri
11. Resto qui
12. Alone alieno

## Formazione
- Federico Zampaglione - voce, chitarra, tastiere
- Laura Arzilli - basso, cori
- Francesco Zampaglione - chitarra, tastiere
- Cristiano Grillo - chitarra
- Alessandro Canini - batteria